# Hydaticus mocquerysi
Hydaticus mocquerysi är en skalbaggsart som beskrevs av Régimbart 1895. Hydaticus mocquerysi ingår i släktet Hydaticus och familjen dykare. Inga underarter finns listade i Catalogue of Life.